# Maksim Koljuškin
Maksim Jur'evič Koljuškin (in russo Максим Юрьевич Колюшкин?; Rostov sul Don, 11 dicembre 1990) è un cestista russo.

## Palmarès
- Coppa di Russia: 1

Temp-SUMZ-UGMK: 2020-21